# Mouse: Kẻ săn người
Mouse (tiếng Hàn: 마우스; Romaja: Mauseu) là loạt phim truyền hình mang đề tài hình sự, trinh thám giật gân của Hàn Quốc ra mắt năm 2021 với sự tham gia của Lee Seung-gi, Lee Hee-jun, Park Ju-hyun và Kyung Soo-jin. Bộ phim do Choi Joon-bae đạo diễn và được chấp bút bởi biên kịch Choi Ran. Bộ phim được phát sóng trên đài tvN mỗi 22:30 KST thứ Tư và thứ Năm hàng tuần từ 3 tháng 3 đến 20 tháng 5 năm 2021.
Bộ phim cũng được phát sóng trực tuyến trên các nền tảng Viu, Rakuten VIKI, MyTV SUPER ở Hồng Kông và iQIYI ở khu vực Đông Nam Á. Tại thị trường Việt Nam, bộ phim được VieON mua bản quyền phát sóng.
Bộ phim được xếp hạng là phim truyền hình hot thứ 3 trong nửa đầu năm 2021 dựa trên dịch vụ video trực tuyến (OTT) Seezn của KT. Đánh giá được đưa ra dựa trên phân tích việc sử dụng nội dung trong các mảng như giải trí, phim truyền hình và điện ảnh, cũng như lượng khách hàng truy cập nhiều nhất vào năm 2021. Bộ phim xếp vị trí thứ 5 trong số các bộ phim có tỷ suất người xem cao nhất chiếu vào thứ Tư, thứ Năm của đài tvN.

## Tóm tắt nội dung
Mouse lấy bối cảnh ở thế giới mà người ta có thể xác định gen rối loạn nhân cách của thai nhi từ trong bụng mẹ mà trong số đó có 99% sẽ trở thành kẻ tâm thần 1% còn lại là thiên tài ngàn năm có một.
Phim mở đầu ở mốc thời gian năm 1995, vụ án 'kẻ săn đầu người' đang được  người dân và chính phủ quan tâm. Kẻ thủ ác được đưa ra ánh sáng sau khi phạm phải một sơ suất là bác sĩ Han Seo Jun (Ahn Jae-wook) bác sĩ thiên tài mang gen rối loạn nhân cách chống đối xã hội.
25 năm sau, cảnh sát Jeong Ba-Reum (Lee Seung-gi) cùng thám tử Go Moo Chi (Lee Hee-jun) đối đầu với kẻ giết người hàng loạt, xuyên suốt bộ phim là những tình tiết gay cấn và suy luận logic.
Mouse còn đặt ra câu hỏi: nếu biết thai nhi mang gen thái nhân cách thì có nên sinh đứa trẻ ra không? Sự giáo dục từ bé cho những đứa trẻ là quan trọng như thế nào?

## Diễn viên

### Diễn viên chính
- Lee Seung-gi[7] vai Jeong Ba-reum, một cảnh sát mà cuộc đời đã bị xáo trộn hoàn toàn sau khi đối mặt với tên sát thủ tâm thần. Anh là 1 trong những đứa trẻ có gen rối loạn nhân cách.
- Lee Hee-joon[8] vai Go Moo-chi, một thám tử không quan tâm đến luật lệ và sẵn sàng dùng mọi cách để có thể bắt được tội phạm. Gia đình của Moo-chi (bao gồm bố và mẹ) đã bị tên sát thủ săn đầu người Han Seo-jun sát hại. Anh trai của Moo-chi cũng bị sát hại nhưng may mắn thoát chết.
  - Song Min-jae [ko]vai Go Moo-chi lúc nhỏ
  - Suh Dong-hyun [ko] vai Go Moo-chi thời học sinh
- Park Ju-hyun[9] vai Oh Bong-yi, một học sinh trung học khó tính sống cùng với bà ngoại và là một chuyên gia võ thuật.
- Kyung Soo-jin[10] vai Choi Hong-joo, cô là một nhà sản xuất tài năng của đài OBN và có biệt danh là "Sherlock Hong-joo".
- Kim Kang-hoon

### Diễn viên phụ

#### Mọi người xung quanh Jeong Ba-reum
- Lee Seo-jun vai Na Chi-guk, cai tù ở Trung tâm giam giữ Mujin, bạn học cấp 3 của Ba-reum.
- Woo Ji-hyeon vai Gu Dong-gu, bạn cùng lớp cấp 3 và hàng xóm của Jeong Ba-reum

#### Mọi người xung quanh Go Moo-chi
- Kim Young-jae vai Go Moo-won, anh trai Go Moo-chi, một linh mục tạm trú trong tầng hầm của nhà thờ.

#### Mọi người xung quanh Oh Bong-yi
- Kim Young-ok vai bà của Oh Bong-yi

#### Mọi người ở đồn cảnh sát
- Pyo Ji-hoon (P.O)[11] vai Shin Sang, thám tử tân binh, cấp dưới của Go Moo-chi.
- Ahn Nae-sang vai Park Du-seok, trưởng ban Lưu trữ Bằng chứng tại Cục Quản lý Nhân lực Quân đội.
- Hyeon Bong-sik vai Bok Ho-nam
- Yoon Seo-hyun vai Gang Gi-hyeok, thanh tra thám tử.

### Diễn viên khác
- Ahn Jae-wook vai Han Seo-joon, một bác sĩ phẫu thuật thần kinh xuất sắc ở bệnh viện Guryong. Và là tên sát thủ săn đầu người rối loạn nhân cách.
- Kim Jung-nan vai Seong Ji-eun, vợ của Han Seo-joon.
- Kwon Hwa-woon vai Seong Yo-han, bác sĩ nội trú ở bệnh viện Mujin.Anh được biết với danh nghĩa con trai của Han Seo-joon.
- Jo Jae-yoon vai Daniel Lee, Bác sĩ di truyền học và là một nhà tội phạm học
- Jung Ae-ri vai Choi Young-shin, Tổng thư ký Nhà Xanh.

## Sản xuất
Tháng Tư năm 2020, Lee Seung-gi và Choi Jin-hyuk được đề nghị cho vai diễn trong bộ phim. Đến tháng Sáu, Lee Seung-gi xác nhận sẽ vào vai Jeong Ba-reum.
935 Entertainment thông báo vào ngày 4 tháng Tám rằng ParK Ju-hyun đang cân nhắc việc xuất hiện trong bộ phim.
YG Entertainment công bố vào 21 tháng Mười rằng Kyung Soo-jin đang xem xét kịch bản một cách tích cực.
Vào 29 tháng Mười, báo chí tiết lộ rằng P.O sẽ xuất hiện trong phim mới của tvN, sau khi được nhìn thấy ở buổi đọc kịch bản của bộ phim, và nguồn tin của tờ báo sau đó đã xác nhận đúng là P.O sẽ tham gia 'Mouse'.

## Nhạc phim

### Part 1
| Phát hành 11 tháng 3 năm 2021 | Phát hành 11 tháng 3 năm 2021 | Phát hành 11 tháng 3 năm 2021 | Phát hành 11 tháng 3 năm 2021 | Phát hành 11 tháng 3 năm 2021 | Phát hành 11 tháng 3 năm 2021 |
| STT                           | Nhan đề                       | Phổ lời                       | Phổ nhạc                      | Artist                        | Thời lượng                    |
| ----------------------------- | ----------------------------- | ----------------------------- | ----------------------------- | ----------------------------- | ----------------------------- |
| 1.                            | "It's Okay" (괜찮아)          | bigguyrobin KT Snow           | bigguyrobin KT Snow           | Sojung (Ladies' Code)         | 3:26                          |
| 2.                            | "It's Okay" (inst.)           |                               | bigguyrobin KT Snow           |                               | 3:26                          |
| Tổng thời lượng:              | Tổng thời lượng:              | Tổng thời lượng:              | Tổng thời lượng:              | Tổng thời lượng:              | 6:52                          |

### Part 2
| Phát hành 17 tháng 3 năm 2021 | Phát hành 17 tháng 3 năm 2021 | Phát hành 17 tháng 3 năm 2021 | Phát hành 17 tháng 3 năm 2021 | Phát hành 17 tháng 3 năm 2021 | Phát hành 17 tháng 3 năm 2021 |
| STT                           | Nhan đề                       | Phổ lời                       | Phổ nhạc                      | Artist                        | Thời lượng                    |
| ----------------------------- | ----------------------------- | ----------------------------- | ----------------------------- | ----------------------------- | ----------------------------- |
| 1.                            | "Too Late"                    | Jeong Bom, Seol Ki Tae        | Seol Ki Tae                   | Horim                         | 2:58                          |
| 2.                            | "Too Late" (inst.)            |                               | Seol Ki Tae                   |                               | 2:58                          |
| Tổng thời lượng:              | Tổng thời lượng:              | Tổng thời lượng:              | Tổng thời lượng:              | Tổng thời lượng:              | 5:56                          |

### Part 3
| Phát hành 1 tháng 4 năm 2021 | Phát hành 1 tháng 4 năm 2021        | Phát hành 1 tháng 4 năm 2021 | Phát hành 1 tháng 4 năm 2021 | Phát hành 1 tháng 4 năm 2021 | Phát hành 1 tháng 4 năm 2021 |
| STT                          | Nhan đề                             | Phổ lời                      | Phổ nhạc                     | Artist                       | Thời lượng                   |
| ---------------------------- | ----------------------------------- | ---------------------------- | ---------------------------- | ---------------------------- | ---------------------------- |
| 1.                           | "A Rat In The Trap" (독 안에 든 쥐) | Giriboy                      | Giriboy, Minit, vibin        | Giriboy                      | 3:31                         |
| 2.                           | "A Rat In The Trap" (inst.)         |                              | Giriboy, Minit,vibin         |                              | 3:31                         |
| Tổng thời lượng:             | Tổng thời lượng:                    | Tổng thời lượng:             | Tổng thời lượng:             | Tổng thời lượng:             | 7:02                         |

### Part 4
| Phát hành 14 tháng 4 năm 2021 | Phát hành 14 tháng 4 năm 2021 | Phát hành 14 tháng 4 năm 2021 | Phát hành 14 tháng 4 năm 2021 | Phát hành 14 tháng 4 năm 2021 | Phát hành 14 tháng 4 năm 2021 |
| STT                           | Nhan đề                       | Phổ lời                       | Phổ nhạc                      | Artist                        | Thời lượng                    |
| ----------------------------- | ----------------------------- | ----------------------------- | ----------------------------- | ----------------------------- | ----------------------------- |
| 1.                            | "Duality"                     | Lee Ji Hyun, TOP SNOW         | Seol Gi Tae                   | leein                         | 3:22                          |
| 2.                            | "Duality" (inst.)             |                               | Seol Gi Tae                   |                               | 3:22                          |
| Tổng thời lượng:              | Tổng thời lượng:              | Tổng thời lượng:              | Tổng thời lượng:              | Tổng thời lượng:              | 6:44                          |

### Part 5
| Phát hành 28 tháng 4 năm 2021 | Phát hành 28 tháng 4 năm 2021 | Phát hành 28 tháng 4 năm 2021    | Phát hành 28 tháng 4 năm 2021 | Phát hành 28 tháng 4 năm 2021 | Phát hành 28 tháng 4 năm 2021 |
| STT                           | Nhan đề                       | Phổ lời                          | Phổ nhạc                      | Artist                        | Thời lượng                    |
| ----------------------------- | ----------------------------- | -------------------------------- | ----------------------------- | ----------------------------- | ----------------------------- |
| 1.                            | "Twice"                       | Seol Gi Tae, Jo Hwan Hee, Marvin | Seol Gi Tae, Jo Hwan Hee      | Marvin                        | 3:21                          |
| 2.                            | "Twice" (inst.)               |                                  | Seol Gi Tae, Jo Hwan Hee      |                               | 3:21                          |
| Tổng thời lượng:              | Tổng thời lượng:              | Tổng thời lượng:                 | Tổng thời lượng:              | Tổng thời lượng:              | 6:42                          |

### Part 6
| Phát hành 5 tháng 5 năm 2021 | Phát hành 5 tháng 5 năm 2021 | Phát hành 5 tháng 5 năm 2021 | Phát hành 5 tháng 5 năm 2021 | Phát hành 5 tháng 5 năm 2021 | Phát hành 5 tháng 5 năm 2021 |
| STT                          | Nhan đề                      | Phổ lời                      | Phổ nhạc                     | Artist                       | Thời lượng                   |
| ---------------------------- | ---------------------------- | ---------------------------- | ---------------------------- | ---------------------------- | ---------------------------- |
| 1.                           | "Steal heart"                | Jeong Bom, Seol Gi Tae       | Seol Gi Tae                  | CHANGHA                      | 3:10                         |
| 2.                           | "Steal heart" (inst.)        |                              | Seol Gi Tae                  |                              | 3:10                         |
| Tổng thời lượng:             | Tổng thời lượng:             | Tổng thời lượng:             | Tổng thời lượng:             | Tổng thời lượng:             | 6:20                         |

### Part 7
| Phát hành 13 tháng 5 năm 2021 | Phát hành 13 tháng 5 năm 2021 | Phát hành 13 tháng 5 năm 2021 |
| STT                           | Nhan đề                       | Thời lượng                    |
| ----------------------------- | ----------------------------- | ----------------------------- |
| 1.                            | "Mouse"                       | 2:24                          |
| 2.                            | "Counselor"                   | 1:42                          |
| 3.                            | "Cardiac Arrest"              | 1:32                          |
| 4.                            | "An Unpleasant Sound"         | 2:44                          |
| 5.                            | "Blood Taste"                 | 2:50                          |
| 6.                            | "Illuminati"                  | 2:18                          |
| 7.                            | "Imagine What Happened"       | 3:58                          |
| 8.                            | "Black and White City"        | 3:02                          |
| 9.                            | "Emotionless"                 | 2:26                          |
| 10.                           | "Echo of Anger"               | 2:49                          |
| 11.                           | "Only Head"                   | 2:06                          |
| 12.                           | "Predator Smile"              | 2:50                          |
| 13.                           | "I Saw The Devil"             | 2:37                          |
| 14.                           | "Find You"                    | 2:52                          |
| 15.                           | "Laboratory Mice"             | 2:46                          |
| 16.                           | "Lord of Evil"                | 2:18                          |
| 17.                           | "A Button is Missing"         | 3:25                          |
| 18.                           | "Unsanctioned Case"           | 3:43                          |
| 19.                           | "Painless"                    | 2:05                          |
| 20.                           | "Brooch"                      | 2:39                          |
| 21.                           | "Drinking Investigation"      | 1:26                          |
| 22.                           | "Memories of Murder"          | 3:42                          |
| 23.                           | "Under The Cross"             | 2:15                          |
| 24.                           | "Storage Of Evidence"         | 2:12                          |
| 25.                           | "Little Bird"                 | 4:07                          |
| 26.                           | "The Wanderer"                | 2:01                          |
| 27.                           | "Multiple Personality"        | 3:52                          |
| 28.                           | "Eternal Evil"                | 3:27                          |
| 29.                           | "Whispers"                    | 2:34                          |
| 30.                           | "I Want To Know Why He Died"  | 2:22                          |
| 31.                           | "Snakes In Suits"             | 2:54                          |
| 32.                           | "Fierce"                      | 1:31                          |
| 33.                           | "Premeditated Murder"         | 3:09                          |
| 34.                           | "Sorrow Ending"               | 3:06                          |
| 35.                           | "Pictures Of The Basement"    | 3:00                          |
| 36.                           | "Cold Tears"                  | 2:43                          |
| 37.                           | "Unforgettable Vacation"      | 2:54                          |
| 38.                           | "Head Hunter"                 | 1:43                          |
| 39.                           | "The Sound Of Breath Coming"  | 1:45                          |
| 40.                           | "A Proper Life"               | 1:43                          |
| Tổng thời lượng:              | Tổng thời lượng:              | 1:35:51                       |

## Tỷ suất người xem
| Mùa | Mùa | Số tập | Số tập | Số tập | Số tập | Số tập | Số tập | Số tập | Số tập | Số tập | Số tập | Số tập | Số tập | Số tập | Số tập | Số tập | Số tập | Số tập | Số tập | Số tập | Số tập | Trung bình |
| Mùa | Mùa | 1      | 2      | 3      | 4      | 5      | 6      | 7      | 8      | 9      | 10     | 11     | 12     | 13     | 14     | 15     | 16     | 17     | 18     | 19     | 20     | Trung bình |
| --- | --- | ------ | ------ | ------ | ------ | ------ | ------ | ------ | ------ | ------ | ------ | ------ | ------ | ------ | ------ | ------ | ------ | ------ | ------ | ------ | ------ | ---------- |
|     | 1   | 1.115  | 1.047  | 1.452  | 1.530  | 1.483  | 1.596  | 1.476  | 1.637  | 1.362  | 1.385  | 1.376  | 1.207  | 1.335  | 1.170  | 1.152  | 1.227  | 1.349  | 1.328  | 1.400  | 1.519  | 1.357      |

- Trong bảng trên, chữ số màu xanh đại diện cho tập có tỷ suất người xem thấp nhất và chữ số màu đỏ đại diện cho tập có tỷ suất người xem cao nhất.
- Bộ phim này được chiếu ở trên kênh truyền hình cáp/truyền hình trả phí nên thường có tỷ suất người xem thấp hơn các bộ phim được chiếu trên các kênh truyền hình trung ương/truyền hình miễn phí(KBS, SBS, MBC and EBS).

| 1                        | Ngày 3 tháng 3 năm 2021  | 4.948% (1st) | 5.370% (1st) |  |  |  |
| 2                        | Ngày 4 tháng 3 năm 2021  | 4.044% (2nd) | 4.886% (2nd) |  |  |  |
| 3                        | Ngày 10 tháng 3 năm 2021 | 5.985% (1st) | 6.461% (1st) |  |  |  |
| 4                        | Ngày 11 tháng 3 năm 2021 | 6.202% (1st) | 7.160% (1st) |  |  |  |
| 5                        | Ngày 17 tháng 3 năm 2021 | 5.796% (1st) | 6.929% (1st) |  |  |  |
| 6                        | Ngày 18 tháng 3 năm 2021 | 6.672% (1st) | 7.530% (1st) |  |  |  |
| 7                        | Ngày 24 tháng 3 năm 2021 | 5.502% (2nd) | 6.324% (2nd) |  |  |  |
| 8                        | Ngày 25 tháng 3 năm 2021 | 6.414% (1st) | 7.362% (1st) |  |  |  |
| 9                        | Ngày 31 tháng 3 năm 2021 | 5.563% (2nd) | 5.908% (2nd) |  |  |  |
| 10                       | Ngày 1 tháng 4 năm 2021  | 5.604% (1st) | 6.233% (1st) |  |  |  |
| 11                       | Ngày 8 tháng 4 năm 2021  | 5.394% (1st) | 5.673% (2nd) |  |  |  |
| 12                       | Ngày 14 tháng 4 năm 2021 | 5.163% (1st) | 5.871% (1st) |  |  |  |
| 13                       | Ngày 15 tháng 4 năm 2021 | 5.374% (1st) | 5.725% (1st) |  |  |  |
| 14                       | Ngày 21 tháng 4 năm 2021 | 4.964% (1st) | 5.528% (1st) |  |  |  |
| 15                       | Ngày 22 tháng 4 năm 2021 | 4.901% (2nd) | 5.040% (2nd) |  |  |  |
| 16                       | Ngày 5 tháng 5 năm 2021  | 5.003% (2nd) | 5.617% (2nd) |  |  |  |
| 17                       | Ngày 6 tháng 5 năm 2021  | 5.392% (2nd) | 6.036% (2nd) |  |  |  |
| 18                       | Ngày 12 tháng 5 năm 2021 | 5.479% (1st) | 5.933% (1st) |  |  |  |
| 19                       | Ngày 13 tháng 5 năm 2021 | 5.603% (1st) | 6.060% (1st) |  |  |  |
| 20                       | Ngày 19 tháng 5 năm 2021 | 6.246% (1st) | 6.902% (1st) |  |  |  |
| Average                  | Average                  | 5.512%       | 6.127%       |  |  |  |
|                          |                          |              |              |  |  |  |
| Mouse: Restart           | Ngày 7 tháng 4 năm 2021  | 3.069% (2nd) | 3.191% (2nd) |  |  |  |
| Mouse: The Predator (P1) | Ngày 28 tháng 4 năm 2021 | 4.160% (2nd) | 4.753% (1st) |  |  |  |
| Mouse: The Predator (P2) | Ngày 29 tháng 4 năm 2021 | 3.743% (2nd) | 3.966% (2nd) |  |  |  |
| Mouse: The Last          | Ngày 20 tháng 5 năm 2021 | 2.052% (3rd) | 2.258% (3rd) |  |  |  |

## Giải thưởng và đề cử
| Năm  | Giải thưởng               | Thể loại                             | Đề cử        | Kết quả   | Chú thích     |
| ---- | ------------------------- | ------------------------------------ | ------------ | --------- | ------------- |
| 2021 | 57th Baeksang Arts Awards | Best Supporting Actor                | Lee Hee-joon | Đề cử     | [ 27 ] [ 28 ] |
| 2021 | 6th Asia Artist Award     | Daesang - Actor of the year ( Drama) | Lee Seung Gi | Đoạt giải | [19]          |